# BK Valmiera
El Basketbola Klubs Valmiera es un equipo de baloncesto letón que compite en la Latvijas Basketbola līga, la primera división del país. Tiene su sede en la ciudad de Valmiera. Disputa sus partidos en el Vidzemes Olimpiskais Centrs, con capacidad para 1500 espectadores.

## Historia
El equipo se funda en 1993, jugando desde entonces en la liga letona. En 1996 fue descalificado, sufriendo un descenso a la segunda categoría, recuperando la posición un año más tarde. Desde entonces, sus mejores puestos en la liga se produjeron en 2003, 2004, 2005 y 2010, años en los cuales alcanzó las semifinales de los play-offs. En la última temporada fue eliminado en la ronda previa a la final por el Barons LMT por 3-0.